# Слоган (фильм)
Слоган  (Фр. L'amour et l'amour) — французская сатирическая романтическая драма 1969 года, снятая Пьером Гримбла. В главных ролях вместе снялись Серж Генсбур и Джейн Биркин. Фильм положил начало тринадцатилетнего сотрудничества Генсбура и Биркин.

## Сюжет
Серж Фаберже (Генсбур) — 40-летний режиссёр, бросивший свою беременную жену (Паризи) ради участия на кинофестивале в Венеции. Там он встречает Эвелин (Биркин), молодую британку и начинает с ней отношения. В конечном итоге она оставляет его ради другого человека.

## Производство
Первоначально Гримбла хотел, чтобы роль Эвелин сыграла  американская актриса Мариса Беренсон, но вместо этого выбрал британскую актрису. 
Съёмки Слогана были временно отложены из-за  беспорядков во Франции 1968 года.

## В ролях
- Серж Генсбур : Серж Фаберже
- Джейн Биркин : Эвелин
- Жюльет Берто : секретарь
- Даниэль Желен[англ.] : отец Эвелин
- Анри-Жак Юэ : M. Жоли
- Джеймс Митчелл: Хью
- Андреа Паризи : Франсуаза
- Жиль Мийнер: Дадо
- Роже Люмон : адвокат Сержа (в титрах не указан)
- Роберт Ломбард : автомобилист
- Кейт Барри : дочь Сержа (в титрах не укзана)